# Barrage de Medeo
Le barrage de Medeo (ou Medeu, russe : Противоселевая плотина Медео) est un barrage situé au Kazakhstan, construit dans les années 1960 à partir de 4,8 millions de m3 de roche. Cette digue haute de 115 m, large de 600 m à la base et 20 m au sommet, protège la ville d'Almaty d'inondations, comme celle du 8 juin 1921 où la rivière Malaya Almaatinka a charrié 4 millions de m3 d'eau et de débris au débit de 200 m3/s provoquant de nombreuses victimes à Almaty, 20 km en aval.

## Histoire
La construction du barrage divise le gouvernement de 1958 à 1965, les opposants au projet considérant qu'un barrage ne peut pas contenir la puissance des déversements dans la plaine d'Alma‑Ata. 
Le 15 juillet 1973, une immense coulée de boue remplit presque entièrement le réservoir du barrage, menaçant l'infrastructure. Des opérations de pompage des eaux, de terrassage en aval du barrage, mais de l'eau commença tout de même à se glisser à travers le barrage. Le barrage est bétonné pour limiter les écoulements (période de "sauvetage du barrage"). Les coûts de construction assèchent les finances et le budget disponibles pour mener plus de constructions de renforcement dans la région. Les travaux du barrage lui-même, menés par Gidroproekt (ou Kazgidroproekt), ont été allongés à la suite d'un manque de contrôle du système d'explosions censé former la base du barrage.
En 2014, le barrage est toujours considéré comme insuffisant pour résister aux intempéries majeures et protéger la grande ville d'Almaty.

## Galerie

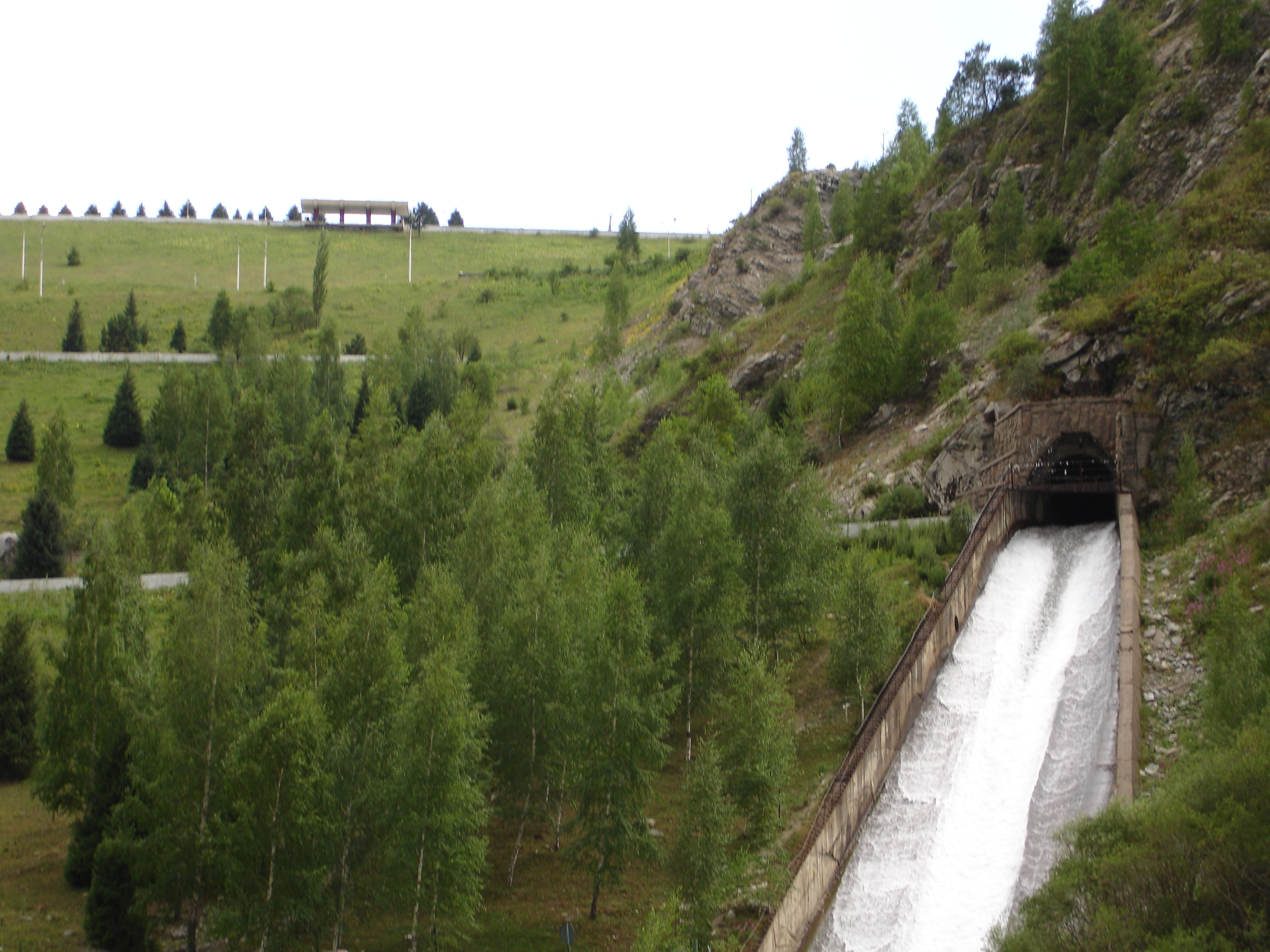
Cascade de déviation.
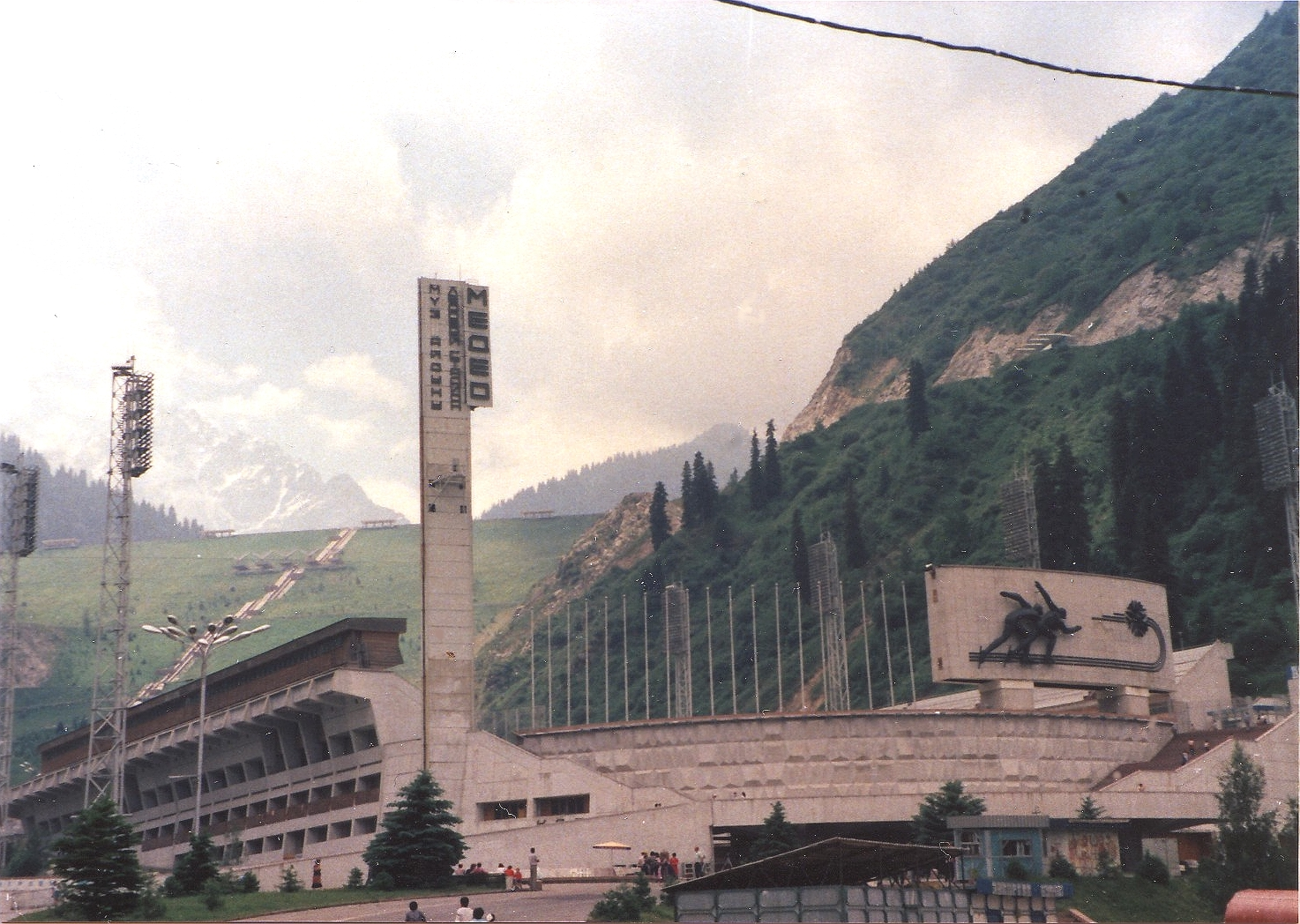
Patinoire de Medeu, la plus élevée au monde (en altitude), située au pied du barrage.
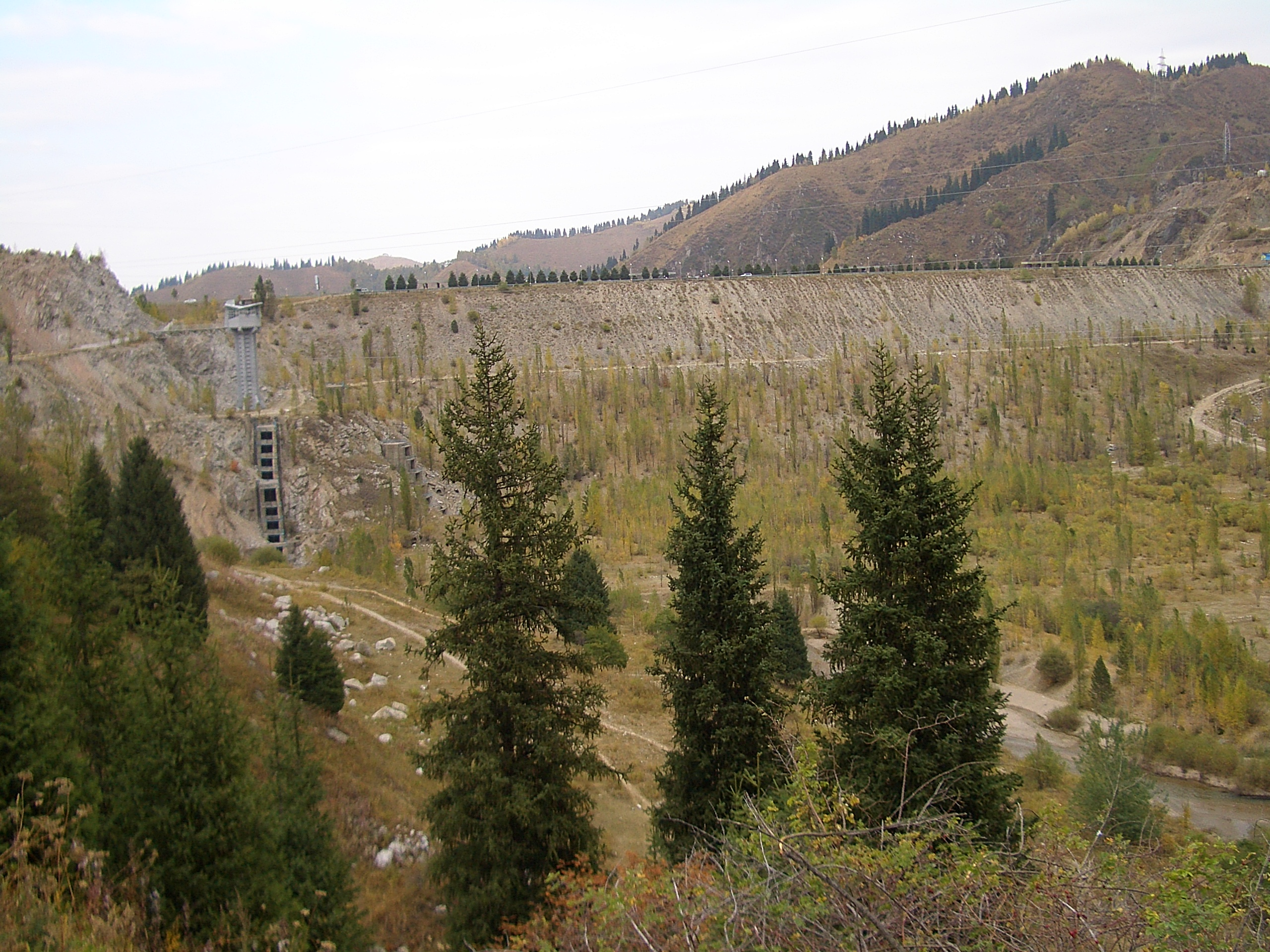
Vallée Chimbulak formée par le barrage.
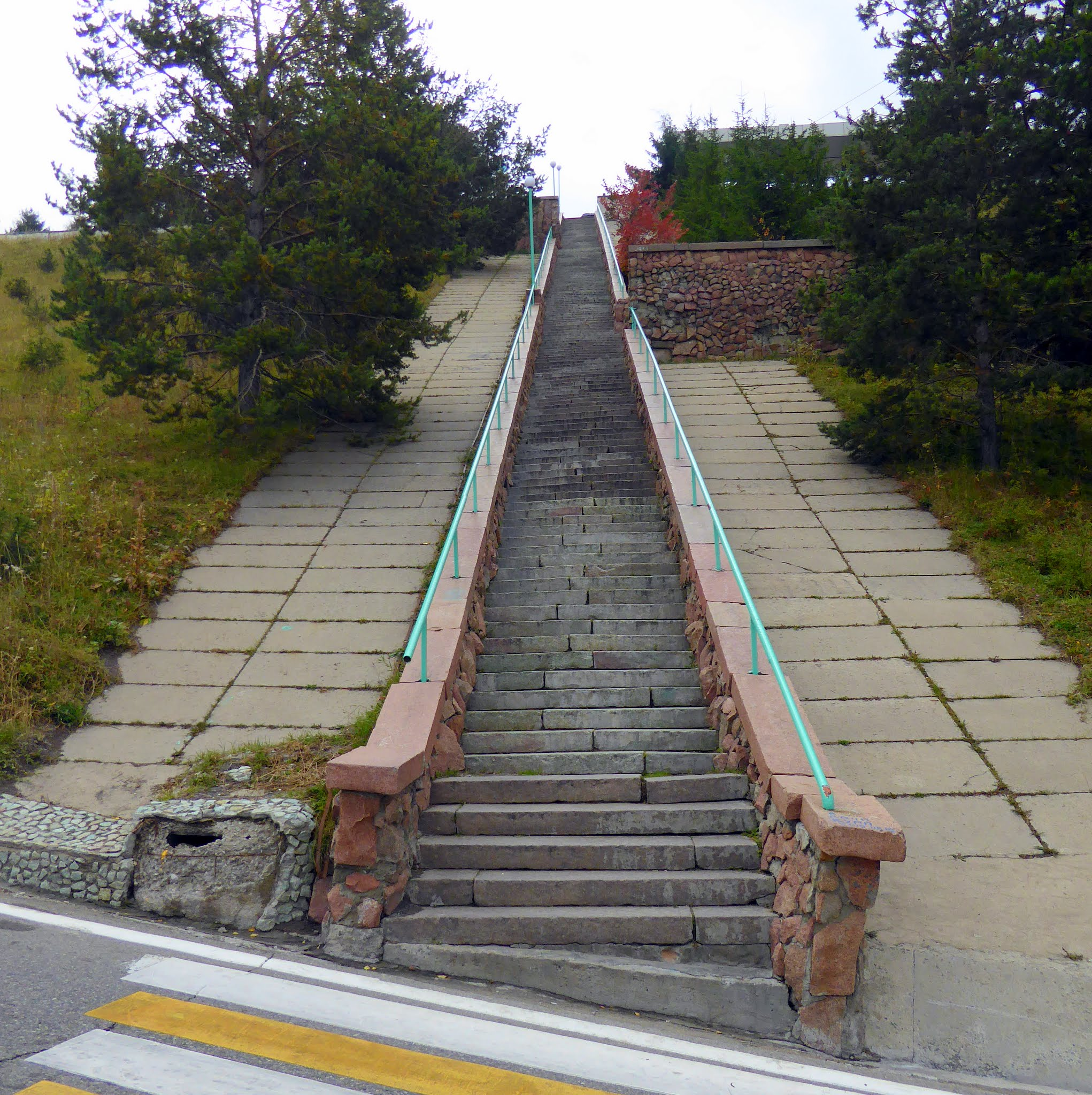
Escaliers.

### Filmographie
- Un bouclier pour la ville, documentaire de propagande de Kulakov
- Medeo, jours et nuits de courage (Medeo. Dni i noči mužestva), documentaire de Asylbek Nugmanov, 1973

### Pages liées
- Patinoire de Medeu